# 西蒙岩修道院
西蒙岩修道院 (希臘語：Σιμωνόπετρα；英语: Simonopetra Monastery))是希腊阿索斯山的一座东正教修道院，名列第13位。
西蒙岩修道院位于介于达夫尼港与圣格里戈里奥斯修道院之间，修建在阿索斯半岛南部海岸高330米的悬崖上，一块巨大的岩石顶部。 修道院目前有54名修士。

## 历史
西蒙岩修道院由圣西蒙创建于13世纪，最初称为“新伯利恒”（希腊语：Νέα Βηθλεέμ），供奉耶稣降生。

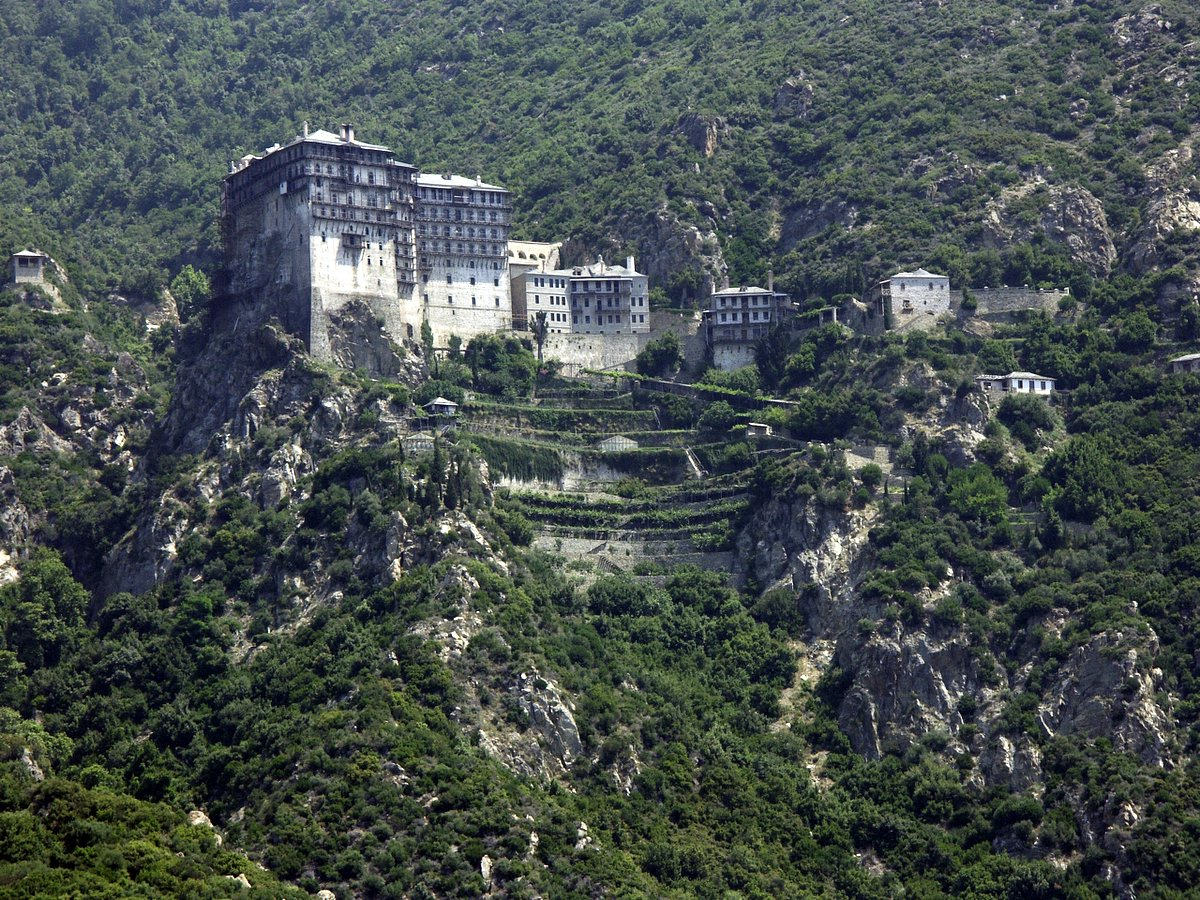
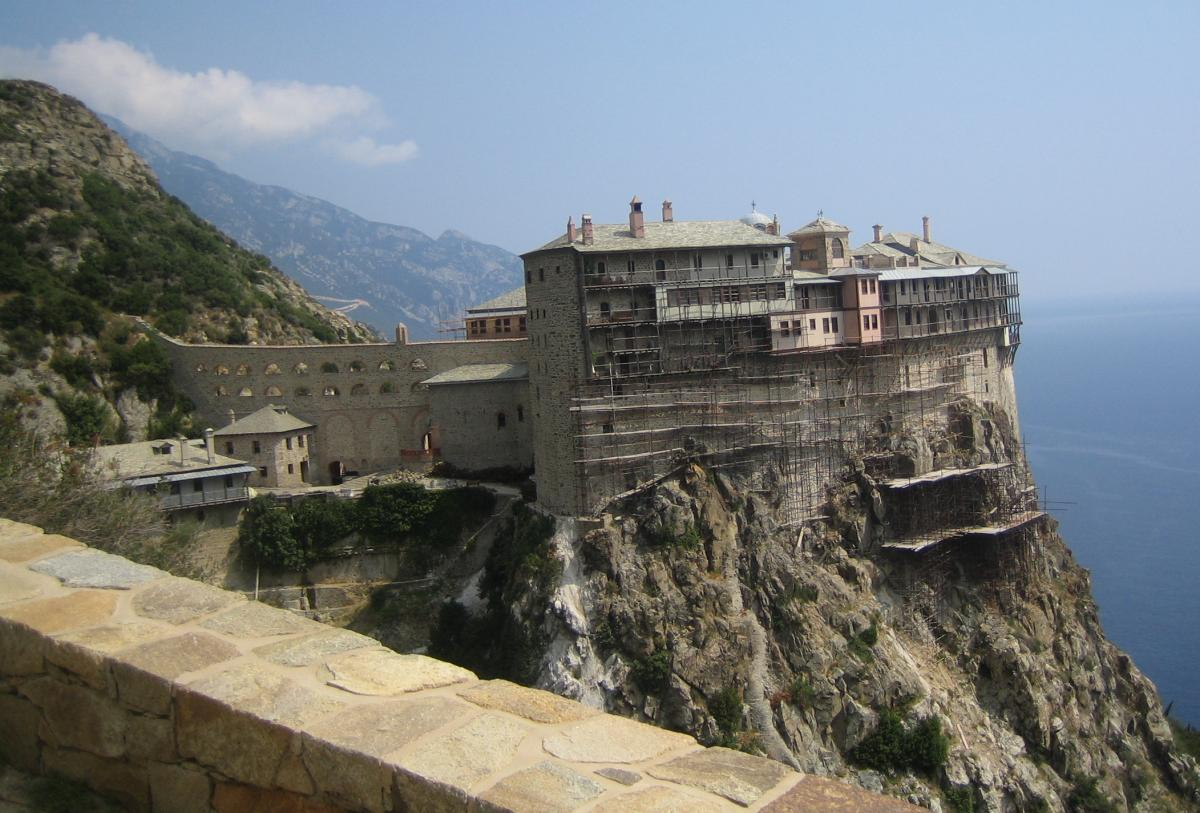
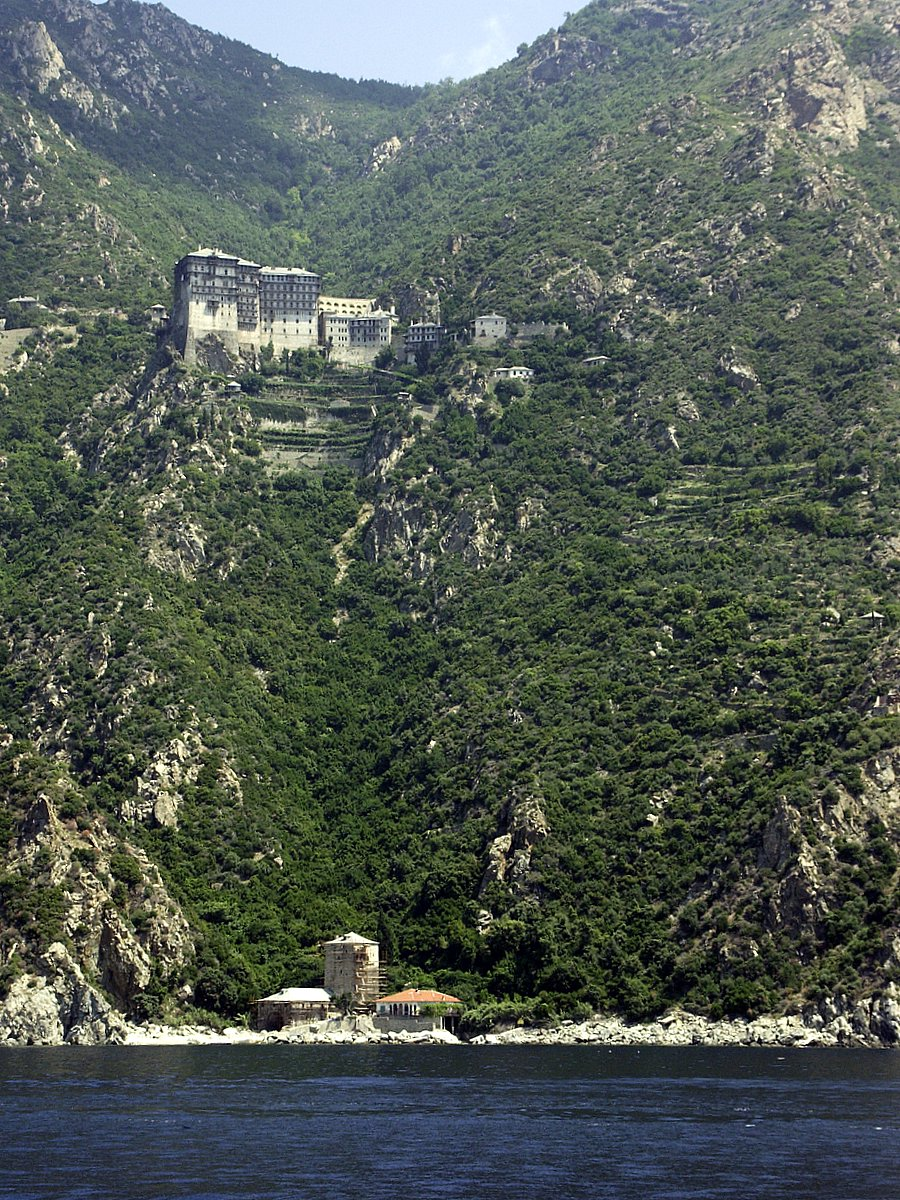